# Воронко, Татьяна Владимировна
Татьяна Владимировна Воронко (родилась 25 января 2002 года в Москве) — российская футболистка, защитник.

## Карьера
В спортшколе «Чертаново» с 2013 года. Первый тренер — Титкова Наталья Витальевна. Выступает на позиции центрального защитника.

### Клубная
Дебютировала в основной команде «Чертаново» 18 июня 2018 года в матче 1/8 финала Кубка России против ЖФК «Иваново», выйдя на замену вместо Екатерины Морозовой на 66-й минуте матча. Первый матч за главную команду «Чертаново» в высшем дивизионе сыграла почти год спустя, 14 мая 2019 года против ЦСКА, заменив на 85-й минуте Екатерину Морозову. Всего в своём первом сезоне в высшей лиге провела 3 матча.

### В сборной
В составе юниорской сборной России дебютировала 10 октября 2017 года в товарищеской игре против юниорской сборной Финляндии, проведя полный матч. С 17 июля по 22 июля 2018 вместе с юниорской сборной России принимала участие в спортивных играх БРИКС 2018 в ЮАР, которые состоялись накануне X саммита БРИКС.